# George Russell (tueur en série)
Pour les articles homonymes, voir George Russell et Russell.
George Waterfield Russell Jr. (abrégé en George Russel), plus connu sous le nom « Le Charmeur » (The Charmer en anglais), est un voleur et tueur en série américain responsable du meurtre de trois femmes à Seattle au cours de l'été 1990.
Après avoir tué ses victimes, il les mutilait et avait des relations sexuelles avec leurs cadavres, laissant les corps inertes dans des positions étranges sur les lieux du crime,. Pour ses crimes, il a été condamné à deux peines d'emprisonnement à perpétuité et est actuellement emprisonné au Clallam Bay Corrections Center (en)

## Jeunesse
George Waterfield Russell Jr. nait en Floride en avril 1958, de Joyce et George Waterfield Russell Sr. Les parents de George se séparent alors qu'il est encore enfant. Sa mère et lui déménagent à Mercer Island, où elle se marie à nouveau,.
À l'âge de 16 ans, et malgré son refus, George suit sa mère qui emménage avec son beau-père. Après l'emménagement, il a développé une fascination malsaine pour sa belle-mère. Il a commencé à l'espionner, puis s'est fait expulser de la maison après avoir été pris sur le fait. Plus tard, il a vécu avec ses tantes.
Tout au long de son enfance et jusqu'au début de l'âge adulte, George a souvent eu affaire à la police, principalement pour des vols et des cambriolages. En 1971, son école a convoqué ses parents pour qu'ils expliquent ses absences récurrentes à l'école. Plutôt que de recevoir une punition, il a eu l'opportunité de travailler au poste de police de Mercer Island. Plus tard, il a utilisé ce métier pour que les femmes se sentent à l'aise avec lui. George était populaire auprès des femmes, fréquentant les bars de Seattle à la recherche de nouvelles rencontres. Cependant, le rejet n'est pas quelque chose qui plait à Russel. Après un incident où il s'est fait passer pour un policier, il a été banni d'un club. Peu après, il commit son premier meurtre.

## Meurtres
Entre juin et août 1990, Russell a agressé sexuellement et assassiné trois femmes à Seattle. Dans chaque cas, il a gravement mutilé et violé les cadavres, les positionnant dans diverses positions humiliantes avant de quitter la scène du crime.
- Mary Anne Pohlreich (27 ans) - originaire de Redmond[1]. Le corps nu de Mary Anne a été retrouvé derrière le parking d'un restaurant de Bellevue le 23 juin[6]. Elle avait été étranglée, les bras et les jambes croisés comme si elle avait été mise dans un cercueil et les yeux recouverts d'un bouchon en plastique.
- Carol Beethe (35 ans) - originaire de Kirkland. Le corps de Carol a été retrouvé dans le lit dans son appartement de Bellevue le 9 août[6]. Sa tête avait été frappée, des marques de morsures présentes sur ses bras et un film plastique sur sa tête. Ses jambes étaient écartées face à la porte d'entrée avec un fusil de chasse pointé vers son vagin. Elle a été découverte par sa fille qui, pendant la nuit, a remarqué que quelqu'un fouillait l'appartement avec une lampe de poche avant de disparaître[8].
- Andrea "Randi" Levine (24 ans) - également de Kirkland. Andrea a été retrouvée dans le lit de son appartement de Kingsgate (en) le 31 août[6]. Elle avait été poignardée à plusieurs reprises et s'était fait défoncer le crâne. Son assassin lui a enfoncé un sex-toy dans la gorge et a placé le livre More Joy of Sex dans sa main gauche. Une bague qu'elle portait quotidiennement avait disparu.

## Procès et emprisonnement
Le 12 septembre, George Russell a été arrêté comme suspect dans les meurtres. Outre des échantillons de sperme et des morceaux de fibres correspondant au véhicule qu'il conduisait la nuit du meurtre de Carol Beethe, les enquêteurs ont été découvert que Russell avait donné la bague d'Andrea Levine à une autre femme, affirmant qu'il l'avait achetée à un vendeur de rue au Canada. Cette bague a été retrouvée plus tard chez un prêteur sur gages. Russell a plaidé non-coupable de toutes les accusations. Interrogé lors d'entretiens téléphoniques, il a admis avoir des livres sur Ted Bundy, mais a nié être un de ses fans. Malgré ses dires, il a été reconnu coupable des trois meurtres le 18 octobre 1991 par la juge Patricia Aitken, et est resté impassible lors de la lecture de la sentence,.
À l'époque, ses meurtres brutaux ont été comparés aux meurtres alors non résolus de cinq étudiants à Gainesville (Floride), qui ont ensuite été liés à Danny Rolling.
En novembre 1991, George Russell a été reconnu coupable par un jury d'un chef de meurtre au premier degré et de deux chefs de meurtre au premier degré aggravé,,. George Russell a été condamné à deux peines d'emprisonnement à perpétuité ainsi qu'à 28 ans de prison et est actuellement emprisonné au Clallam Bay Corrections Center.

## Dans la culture populaire
L'affaire a été dramatisée dans plusieurs émissions d'Investigation Discovery, notamment Dead of Night, Secrets of the Morgue, City Confidential et Murder By Numbers. Il est apparu dans Démoniaques (2006), l'une des émissions les plus populaires de la chaine. Il a été classé 17e sur 22 parmi d'autres tueurs en série/agresseurs sexuels comme Ted Bundy.
L'affaire a été examinée par la série télévisée The New Detectives dans un épisode nommé Stranger than Fiction.
L'affaire a également été couverte par la série originale d'Oxygen Mark of a Killer dans l'épisode "The Charmer".